# Bradypterus
Bradypterus – rodzaj ptaków z rodziny świerszczaków (Locustellidae).

## Zasięg występowania
Rodzaj obejmuje gatunki występujące w Afryce (włącznie z Madagaskarem).

## Morfologia
Długość ciała 13–20 cm; masa ciała 11–26 g.

## Systematyka

### Etymologia
- Bradypterus (Bradyptetus): gr. βραδυς bradus „powolny”; -πτερος -pteros „-skrzydły”, od πτερον pteron „skrzydło”[12].
- Dromaeocercus (Dromocercus, Dromoeocercus): rodzaj Dromaius Vieillot, 1816, emu; gr. κερκος kerkos „ogon”[13]. Gatunek typowy: Dromaeocercus brunneus Sharpe, 1877.
- Sathrocercus: gr. σαθρος sathros „uszkodzony, wadliwy, zepsuty”; κερκος kerkos „ogon”[14]. Gatunek typowy: Bradypterus barakae Sharpe, 1906[b].
- Caffrillas: nowołac. Caffra „południowoafrykański”; gr. ιλλας illas, ιλλαδος illados „drozd”[15]. Gatunek typowy: Bradypterus barratti Sharpe, 1876.
- Amphilais: gr. αμφι amphi „po obu stronach, około, blisko”; nowołac. laïs „gajówka, pokrzewka”, od gr. ὑπολαις hupolais „mały, niezidentyfikowany, gniazdujący na ziemi ptak”[16]. Gatunek typowy: Dromaeocercus seebohmi Sharpe, 1879.

### Podział systematyczny
Do rodzaju należą następujące gatunki:
- Bradypterus sylvaticus Sundevall, 1860 – krótkolotka szerokosterna
- Bradypterus grandis Ogilvie-Grant, 1917 – krótkolotka ostrosterna
- Bradypterus graueri Neumann, 1908 – krótkolotka białobrewa
- Bradypterus centralis Neumann, 1908 – krótkolotka smugowana
- Bradypterus baboecala (Vieillot, 1817) – krótkolotka bagienna
- Bradypterus carpalis Chapin, 1916 – krótkolotka białoskrzydła
- Bradypterus seebohmi (Sharpe, 1879) – krótkolotka skąposterna – takson wyodrębniony ostatnio z rodzaju Amphilais[18]
- Bradypterus brunneus (Sharpe, 1877) – krótkolotka brązowa
- Bradypterus bangwaensis Delacour, 1943 – krótkolotka rdzawobrewa – takson wyodrębniony z B. cinnamomeus[19][20][21]
- Bradypterus cinnamomeus (Rüppell, 1840) – krótkolotka cynamonowa
- Bradypterus barratti Sharpe, 1876 – krótkolotka uboga
- Bradypterus lopezi (Alexander, 1903) – krótkolotka brunatna